# Campeonato Mundial de Atletismo de 2023 - 10 000 m feminino
A disputa na modalidade 10 000 metros feminino no Campeonato Mundial de Atletismo de 2023 fora realizada no dia 19 de agosto no Centro Atlético Nacional em Budapeste, na Hungria. Ao todo, 22 corredores de 12 Comitês Olímpicos Nacionais estavam previstas para participarem do evento. Nesta edição, o pódio fora garantido inteiramente por atletas etiópias. 

## Resumo
Em suas redes sociais, a corredora neerlandesa, Sifan Hassan postou uma resposta a pergunta óbvia: "Por que ela estava tentando disputar três provas distintas?"

“Quero ver se consigo fazer isso de novo, porque o desafio de correr três distâncias me motiva.”
O primeiro dia foi o primeiro passo. Às 13h15, estava marcada a primeira bateria de Hassan nos 1 500 m.  Essa corrida foi adiada em uma hora, encurtando seu tempo de descanso antes desta corrida, marcada às 20h55. Entretanto, as suas concorrentes estavam descansadas e concentradas nesta corrida. A campeã na época, Letesenbet Gidey obteve sucesso no ano anterior, vencendo por centésimos de segundo enquanto todas os medalhistas seguravam Hassan.

A corrida começou devagar, Natosha Rogers manteve-se na liderança por três voltas antes de passar a tarefa para Camilla Richardsson, que a manteve nas onze voltas seguintes. Hassan fez uma abordagem ainda mais lenta, caindo ao último lugar.

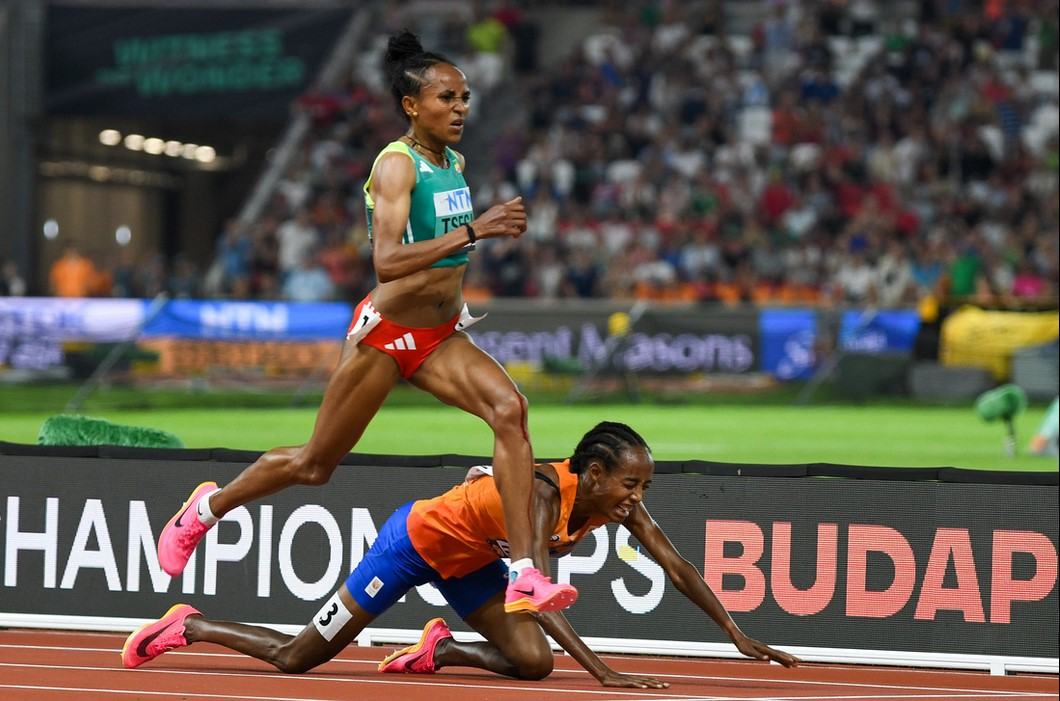
Gudaf Tsegay ultrapassando Sifan Hassan, que estava na liderança antes de sua queda, na última reta da prova para assumir à liderança e por conseguinte, conquistar o ouro.

A onze voltas do final, Agnes Jebet Ngetich levou a equipa queniana para a frente, com o contingente etíope na cola até que Gudaf Tsegay as levou para frente. À medida que o ritmo acelerava, atletas mais lentas perdiam o ritmo, todavia, Hassan estava sempre na retaguarda do grupo, ainda em contato com a liderança. Gidey assumiu a liderança, seguida por Ejgayehu Taye a três voltas do fim. Grace Nawowuna queimou a volta seguinte, reduzindo o grupo da frente para dez. As etíopes afirmaram-se com Tsegay e Gidey liderando a maior parte da penúltima volta. Elas continuaram a acelerar ao toque do sino, com Hassan correndo pelo campo da décima para a primeira durante a penúltima curva. Na reta final e na curva final apenas as etíopes conseguiram persegui-la. Hassan olhou para trás e viu que ela tinha vantagem sobre Gidey, mas Tsegay não desistia. Hassan tinha uma vantagem de um metro no início da reta final, mas Tsegay continuava cada vez mais perto. Hassan saiu para a pista 2, tornando o caminho de Tsegay mais longo, de repente, a 20 metros da linha de chegada, as pernas de Hassan saíram de debaixo dela e ela caiu na pista. Tsegay continuou com a vitória. 7 metros atrás, Gidey segurou Taye para completar o pódio a Etiópia. Hassan levantou-se e caminhou até o final. Gidey voltou para cumprimentá-la e abraçá-la enquanto ela cruzava a linha de chegada em décimo primeiro lugar.

## Recordes
Antes da competição os recordes eram os seguintes:
| Recorde                                       | Atleta & CON             | Marca    | Localidade                          | Data                  |
| --------------------------------------------- | ------------------------ | -------- | ----------------------------------- | --------------------- |
| Recorde mundial                               | Letesenbet Gidey (ETH)   | 29:01.03 | Hengelo, Países Baixos              | 8 de junho de 2021    |
| Recorde do campeonato                         | Berhane Adere (ETH)      | 30:04.18 | Saint-Denis, França                 | 23 de agosto de 2003  |
| Recorde do ano                                | Gudaf Tsegay (ETH)       | 29:29.73 | Nerja, Espanha                      | 23 de junho de 2023   |
| Recorde da África                             | Letesenbet Gidey (ETH)   | 29:01.03 | Hengelo, Países Baixos              | 8 de junho de 2021    |
| Recorde da Ásia                               | Wang Junxia (CHN)        | 29:31.78 | Pequim, China                       | 8 de setembro de 1993 |
| Recorde da América do Norte, Central e Caribe | Alicia Monson (USA)      | 30:03.82 | San Juan Capistrano, Estados Unidos | 4 de março de 2023    |
| Recorde da América do Sul                     | Carmen de Oliveira (BRA) | 31:47.76 | Stuttgart, Alemanha                 | 21 de agosto de 1993  |
| Recorde da Europa                             | Sifan Hassan (NED)       | 29:06.82 | Hengelo, Países Baixos              | 6 de junho de 2021    |
| Recorde da Oceania                            | Kimberley Smith (NZL)    | 30:35.54 | Palo Alto, Estados Unidos           | 4 de maio de 2008     |

## Medalhistas
| Ouro                   | Prata                      | Bronze                  |
| Gudaf Tsegay · Etiópia | Letesenbet Gidey · Etiópia | Ejgayehu Taye · Etiópia |

## Tempo de qualificação
O tempo de qualificação para qualificar-se automaticamente a prova foi de 30:40.00.

## Calendário
A programação do evento, no horário local (UTC+2), era a seguinte:
| Data         | Horário | Rodada |
| ------------ | ------- | ------ |
| 19 de agosto | 20:55   | Final  |

## Resultados

### Final
A disputa da final iniciou às 18:26.
| Pos.              | Corredora                   | CON            | Tempo    | Notas                |
| ----------------- | --------------------------- | -------------- | -------- | -------------------- |
| Medalha de ouro   | Gudaf Tsegay                | Etiópia        | 31:27.18 |                      |
| Medalha de prata  | Letesenbet Gidey            | Etiópia        | 31:28.16 | Recorde da temporada |
| Medalha de bronze | Ejgayehu Taye               | Etiópia        | 31:28.31 |                      |
| 4                 | Irine Jepchumba Kimais      | Quênia         | 31:32.19 | Recorde da temporada |
| 5                 | Alicia Monson               | Estados Unidos | 31:32.29 |                      |
| 6                 | Agnes Jebet Ngetich         | Quênia         | 31:34.83 | Recorde pessoal      |
| 7                 | Ririka Hironaka             | Japão          | 31:35.12 | Recorde da temporada |
| 8                 | Jessica Warner-Judd         | Reino Unido    | 31:35.38 |                      |
| 9                 | Grace Nawowuna              | Quênia         | 31:38.17 |                      |
| 10                | Sarah Chelangat             | Uganda         | 31:40.04 | Recorde da temporada |
| 11                | Sifan Hassan                | Países Baixos  | 31:53.35 |                      |
| 12                | Elise Cranny                | Estados Unidos | 31:57.51 | Recorde da temporada |
| 13                | Diane van Es                | Países Baixos  | 32:05.85 |                      |
| 14                | Natosha Rogers              | Estados Unidos | 32:08.05 |                      |
| 15                | Camilla Richardsson         | Finlândia      | 32:15.74 |                      |
| 16                | Stella Chesang              | Uganda         | 32:38.90 | Recorde da temporada |
| 17                | Lemlem Hailu                | Etiópia        | 32:42.78 |                      |
| 18                | Sarah Lahti                 | Suécia         | 33:09.22 | Recorde da temporada |
| 19                | Luz Mery Rojas              | Peru           | 33:19.61 |                      |
| 20                | Rino Goshima                | Japão          | 33:20.38 |                      |
| 21                | Maria Lucineida da Silva    | Brasil         | 35:54.18 |                      |
| 22                | Caroline Chepkoech Kipkirui | Cazaquistão    | DNF      | DNF                  |

Legenda
| Recorde mundial       | Recorde mundial (World record)               |                       | Recorde africano                      | Recorde africano (African) |                                           | Q | Classificado por posição (Qualified) |
| Recorde do campeonato | Recorde do campeonato (Championship record)  | Recorde da América    | Recorde da América (Americas)         | q                          | Classificado por melhor tempo (Qualified) |   |                                      |
| Melhor marca do ano   | Melhor marca do ano (World leading)          | Recorde asiático      | Recorde asiático (Asian)              | DNS                        | Não largou (Did not start)                |   |                                      |
| Recorde nacional      | Recorde nacional (National record)           | Recorde europeu       | Recorde europeu (European)            | DNF                        | Não terminou (Did not finish)             |   |                                      |
| Recorde pessoal       | Recorde pessoal do atleta (Personal best)    | Recorde da Oceania    | Recorde da Oceania (Oceania)          | DSQ / DQ                   | Desclassificado (Disqualified)            |   |                                      |
| Recorde da temporada  | Recorde da temporada do atleta (Season best) | Recorde sul-americano | Recorde sul-americano (South America) | NM                         | Sem marca (No mark)                       |   |                                      |